# Nuku'alofa
Nuku'alofa (Engels en Tongaans: Nukuʻalofa) is de hoofdstad van het Polynesische koninkrijk Tonga. De stad telt 24.500 inwoners (2010).
Het is gelegen op de kust van het eiland Tongatapu en in de tijdzone die precies 12 uur met die van Amsterdam en Brussel verschilt (GMT +13:00).
Nuku'alofa herbergt het koninklijk paleis, de overheidsgebouwen en is het commerciële en sociale centrum van Tonga. Ongeveer 35% van de hele bevolking van het koninkrijk woont er, waardoor het de grootste woonplaats van het land is.

## Geboren
- Katherine Willis (1971), Amerikaanse actrice
- Arne Jensen (1998), boogschutter

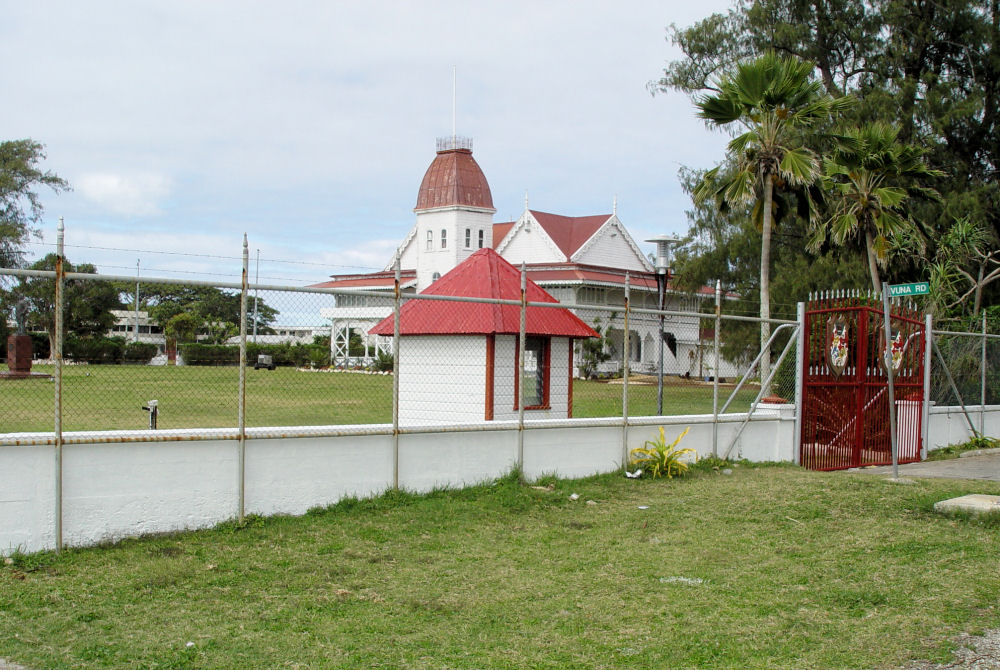
Koninklijk paleis
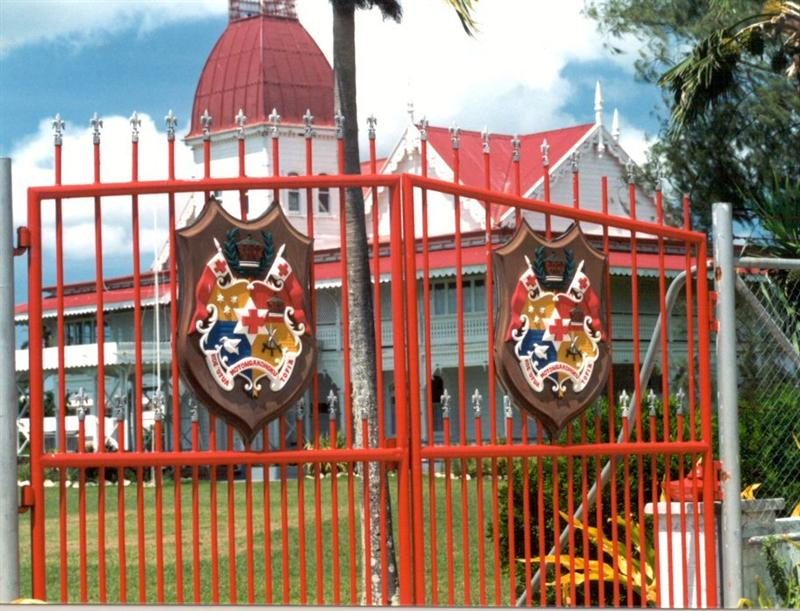
Ingang naar het paleis